# Cryptocephalus chrysopus
Cryptocephalus chrysopus es una especie de insecto coleóptero de la familia Chrysomelidae.
Fue descrita científicamente en 1790 por Gmelin.